# آتشفشان مالینچه
آتشفشان مالینچه (به اسپانیایی: La Malinche) یک آتشفشان در مکزیک است که در تلاسکالا واقع شده‌است. آتشفشان مالینچه ۴٬۴۶۱ متر بالاتر از سطح دریا واقع شده‌است.